# Anatoly Stepanenko
Anatoly Stepanenko (em russo:  Анатолий Степаненко; nascido em 23 de agosto de 1949) é um ex-ciclista soviético.
Nos Jogos Olímpicos de Verão de 1972, em Munique, Stepanenko competiu pela União Soviética na prova de perseguição por equipes (4 000 m) e terminou em quinto lugar.